# Santa Rosa (Roma)
Il comprensorio militare di Santa Rosa è la struttura in cui ha la sua sede il comando in capo della squadra navale (CINCNAV), che costituisce il vertice dell’organizzazione operativa della Marina Militare, alle dirette dipendenze del Capo di Stato Maggiore della Marina, e dal quale dipendono direttamente le unità navali, i comandi operativi che le raggruppano e i reparti delle forze operative assegnati.

## Storia
La struttura militare ubicata nella Tenuta di Mazzalupo nei pressi del quartiere periferico di La Storta, sulla via Cassia a circa 20 chilometri dal centro di Roma. Essa è stata costruita per alloggiare il principale centro di comunicazioni della Regia Marina nella Capitale. La sua realizzazione avvenne fra il 1936 e il 1939, su progetto del Generale delle Armi Navali Carlo Matteini, al quale collaborò l’allora Capitano delle Armi Navali Alfeo Brandimarte.
Nata come "Stazione di Radio-Telegrafica (RT) della Marina Militare", la base - incluso il parco antenne - si estendeva su un terreno di circa 158 ettari, con un perimetro di circa 6 chilometri, donato alla Regia Marina da Monsignor Antonio D’Antoni che, nell’atto della donazione, pose la condizione che la nascitura struttura militare fosse riconducibile al nome dell’amata madre di nome Rosa, da cui la denominazione di Santa Rosa di Mazzalupo.
Originariamente la sede comprendeva cinque fabbricati principali in muratura, dei quali quattro ancora esistenti, adibiti ad alloggi, uffici e sistemazioni logistiche:
- la Palazzina Comando (non più esistente);
- la Palazzina "A" all’ingresso, oggi conosciuta come Palazzina Alloggi Comando;
- il Corpo di Guardia presso l'ingresso principale;
- la Palazzina "B", che oggi ospita uffici ed alloggi Ufficiali;
- la Caserma (oggi denominata Caserma A);

Altri otto fabbricati tra edifici in muratura e baracche in legno accoglievano ulteriori uffici, magazzini officine, falegnamerie e locali tecnici.
L'opera era completata da una galleria sotterranea, all’interno della quale trovavano posto apparati trasmettitori, gruppi elettrogeni, trasformatori ed apparati ausiliari, oltre ad uffici e depositi. La galleria era costituita da un corridoio di circa 150 metri di lunghezza dal quale si dipartivano sei rami a destra e sinistra.
Nel corso della seconda guerra mondiale, l’intensificarsi dei bombardamenti sulle città italiane già dalla seconda metà del 1942 e l’andamento generale della guerra spinsero il Comando Supremo a disporre il trasferimento di tutti i Comandi operativi fuori dalla Capitale, anche perché si consolidò l’intendimento politico di dichiarare Roma “città aperta” (14 agosto 1943). La Regia Marina decise per tempo il trasferimento del suo Comando, SUPERMARINA, scegliendo la località di Santa Rosa. Il Comando di SUPERMARINA iniziò ad operare presso Santa Rosa il 1º febbraio 1943, ma il suo trasferimento fu preceduto da un riordinamento dello Stato Maggiore stabilito con una circolare di MARISTAT in data 11 novembre 1942 nella quale sostanzialmente, per necessità funzionali derivanti dal conflitto in corso, lo Stato Maggiore della Marina si scisse in due gruppi di Reparti ed Uffici posti entrambi alle dipendenze del Sotto Capo di Stato Maggiore della Marina (S.C.S.M.):
- I° GRUPPO (operazioni, informazioni, storico);

- II° GRUPPO (organizzazione, servizi, ispettorati).

Il S.C.S.M. era anche il Capo del I° GRUPPO mentre il Sotto Capo di Stato Maggiore Aggiunto (S.C.S.M.A.) era il Capo del II° GRUPPO.
La figura del S.C.S.M.A. fu istituita proprio per consentire al S.C.S.M. di seguire costantementel’attività di SUPERMARINA nella nuova sede di Santa Rosa e liberarlo comunque da una serie di incombenze di carattere non operativo.
L'eredità del "Comando dell’Armata Navale”, creato nel 1914, e successivamente del “Comando in capo delle Forze Navali", costituito nel 1940, venne raccolta dal Comando in Capo della Squadra Navale (CINCNAV), costituito il 15 gennaio 1952, che – dopo avere avuto la sua sede a Taranto – dal1º novembre 1972 si trasferì presso il comprensorio militare di Santa Rosa.
Nel giugno 1944 il Centro rischiò la completa distruzione poiché i Tedeschi in ritirata l'avevano minato con ordigni potentissimi che avrebbero distrutto anche l’intera zona abitata: ma con una « leggendaria impresa » l'ufficiale e partigiano Giuseppe Pietro La Marca riuscì a sventare ogni pericolo, salvando vite, armi e la base intera - per ciò decorato con la medaglia d'oro al valor militare. 
All’interno dell’area logistica gestita dal Quartier Generale Marina di Santa Rosa, costituito il 1º aprile 1971, sono inseriti, oltre a CINCNAV, i seguenti Comandi:
- COMC4S/MARITELE ROMA
- COMFORAER
- COMFORANF
- MARICOSOM

## Quartgenmarina
Il quartier generale ha il compito di fornire il supporto logistico al Comando in Capo della Squadra Navale, la gestione degli alloggi del personale destinato a Santa Rosa ed è responsabile dell'efficienza e della protezione della base.

## Comc4s/maritele
Il COMC4S, il Comando delle Comunicazioni e Sicurezza, ha alle dipendenze il MARITELE ROMA(principale centro per le Telecomunicazionie l'Informaticadella M.M.) che è responsabile della gestione dei sistemi di Comando e Controllo (C2) nazionali, con capacità di interconnessione con le maggiori reti e sistemi di supporto al comando NATO, intergovernative ed internazionali. MARITELE amministra una rete composta da due sotto-reti dedicate rispettivamente alla trattazione di informazioni non-classificate e classificate.

## COMFORAER
Il COMFORAER, Il Comando delle forze aeree,  ha alle dipendenze organiche tutti i velivoli della Marina Militare, sia ad ala fissa sia ad ala rotante, dislocati nelle basi a terra, ed è responsabile del loro addestramento, approntamento ed impiego.

## COMFORANF
Il COMFORANF, Il Comando delle forze anfibie, ha alle dipendenze organiche la Brigata Marina “San Marco” con sede nella città di Brindisi, ed è responsabile dell’addestramento, approntamento ed impiegodella Brigata.

## MARICOSOM
Il MARICOSOM, Il Comando Sommergibili, ha alle dipendenze organiche tutti i Sottomarini della Marina Militare ed è responsabile del loro addestramento, approntamento ed impiego.